# Eunice aucklandica
Eunice aucklandica är en ringmaskart som beskrevs av Averincev 1972. Eunice aucklandica ingår i släktet Eunice och familjen Eunicidae.
Artens utbredningsområde är havet kring Nya Zeeland. Inga underarter finns listade i Catalogue of Life.